# Medallistas Olímpicos en Tiro con arco
Tabla de medallas de oro, plata y bronce del Tiro con arco en los Juegos Olímpicos en cada una de las pruebas que forman parte del torneo.

## Programa Actual

### Masculino

#### Individual
| Edición             | Oro                            | Plata                             | Bronce                                  |
| ------------------- | ------------------------------ | --------------------------------- | --------------------------------------- |
| Múnich 1972         | John Williams · Estados Unidos | Gunnar Jervill · Suecia           | Kyösti Laasonen · Finlandia             |
| Montreal 1976       | Darrell Pace · Estados Unidos  | Hiroshi Michinaga · Japón         | Giancarlo Ferrari · Italia              |
| Moscú 1980          | Tomi Poikolainen · Finlandia   | Boris Isachenko · Unión Soviética | Giancarlo Ferrari · Italia              |
| Los Ángeles 1984    | Darrell Pace · Estados Unidos  | Richard McKinney · Estados Unidos | Hiroshi Yamamoto · Japón                |
| Seúl 1988           | Jay Barrs · Estados Unidos     | Park Sung-soo · Corea del Sur     | Vladimir Yesheyev · Unión Soviética     |
| Barcelona 1992      | Sébastien Flute · Francia      | Chung Jae-hun · Corea del Sur     | Simon Terry · Reino Unido               |
| Atlanta 1996        | Justin Huish · Estados Unidos  | Magnus Petersson · Suecia         | Oh Kyo-Moon · Corea del Sur             |
| Sídney 2000         | Simon Fairweather · Australia  | Vic Wunderle · Estados Unidos     | Wietse van Alten · Países Bajos         |
| Atenas 2004         | Marco Galiazzo · Italia        | Hiroshi Yamamoto · Japón          | Tim Cuddihy · Australia                 |
| Beijing 2008        | Viktor Ruban · Ucrania         | Park Kyung-Mo · Corea del Sur     | Bair Badenov · Rusia                    |
| Londres 2012        | Oh Jin-hyek · Corea del Sur    | Takaharu Furukawa Londres 2012    | Dai Xiaoxiang · República Popular China |
| Río de Janeiro 2016 | Ku Bon-chan · Corea del Sur    | Jean-Charles Valladont · Francia  | Brady Ellison · Estados Unidos          |
| Tokio 2020          | Mete Gazoz · Turquía           | Mauro Nespoli · Italia            | Takaharu Furukawa · Japón               |
| París 2024          | Kim Woo-Jin · Corea del Sur    | Brady Ellison · Estados Unidos    | Lee Woo-Seok · Corea del Sur            |

#### Equipos
| Edición             | Oro                                                           | Plata                                                               | Bronce                                                          |
| ------------------- | ------------------------------------------------------------- | ------------------------------------------------------------------- | --------------------------------------------------------------- |
| Seúl 1988           | Corea del Sur · Chun In-soo · Lee Han-sup · Park Sung-soo     | Estados Unidos · Jay Barrs · Richard McKinney · Darrell Pace        | Reino Unido · Steven Hallard · Richard Priestman · Leroy Watson |
| Barcelona 1992      | España · Juan Holgado · Alfonso Menéndez · Antonio Vázquez    | Finlandia · Ismo Falck · Jari Lipponen · Tomi Poikolainen           | Reino Unido · Steven Hallard · Richard Priestman · Simon Terry  |
| Atlanta 1996        | Estados Unidos · Justin Huish · Butch Johnson · Rod White     | Corea del Sur · Jang Yong-ho · Kim Bo-ram · Oh Kyo-moon             | Italia · Matteo Bisiani · Michele Frangilli · Andrea Parenti    |
| Sídney 2000         | Corea del Sur · Jang Yong-ho · Kim Chung-tae · Oh Kyo-moon    | Italia · Matteo Bisiani · Ilario Di Buò · Michele Frangilli         | Estados Unidos · Butch Johnson · Rod White · Vic Wunderle       |
| Atenas 2004         | Corea del Sur · Im Dong-hyun · Jang Yong-ho · Park Kyung-mo   | China Taipéi · Chen Szu-yuan · Liu Ming-huang · Wang Cheng-pang     | Ucrania · Dmytro Hrachov · Viktor Ruban · Olexandr Serdiuk      |
| Beijing 2008        | Corea del Sur · Im Dong-hyun · Lee Chang-hwan · Park Kyung-mo | Italia · Mauro Nespoli · Marco Galiazzo · Ilario Di Buò             | República Popular China · Jiang Lin · Li Wenquan · Xue Haifeng  |
| Londres 2012        | Italia · Michele Frangilli · Marco Galiazzo · Mauro Nespoli   | Estados Unidos · Brady Ellison · Jake Kaminski · Jacob Wukie        | Corea del Sur · Im Dong-hyun · Kim Bub-min · Oh Jin-hyek        |
| Río de Janeiro 2016 | Corea del Sur · Ku Bon-chan · Lee Seung-yun · Kim Woo-jin     | Estados Unidos · Brady Ellison · Zach Garrett · Jake Kaminski       | Australia · Alec Potts · Ryan Tyack · Taylor Worth              |
| Tokio 2020          | Corea del Sur · Kim Woo-jin · Oh Jin-hyek · Kim Je-deok       | China Taipéi · Deng Yu-cheng · Tang Chih-chun · Wei Chun-heng       | Japón · Takaharu Furukawa · Yuki Kawata · Hiroki Muto           |
| París 2024          | Corea del Sur · Kim Je-Deok · Kim Woo-Jin · Lee Woo-Seok      | Francia · Baptiste Addis · Thomas Chirault · Jean-Charles Valladont | Turquía · Mete Gazoz · Ulaş Tümer · Abdullah Yıldırmış          |

### Femenino

#### Individual
| Edición             | Oro                                      | Plata                                 | Bronce                               |
| ------------------- | ---------------------------------------- | ------------------------------------- | ------------------------------------ |
| Múnich 1972         | Doreen Wilber · Estados Unidos           | Irena Szydłowska · Polonia            | Emma Gapchenko · Unión Soviética     |
| Montreal 1976       | Luann Ryon · Estados Unidos              | Valentyna Kovpan · Unión Soviética    | Zebiniso Rustamova · Unión Soviética |
| Moscú 1980          | Keto Losaberidze · Unión Soviética       | Natalya Butuzova · Unión Soviética    | Päivi Meriluoto · Finlandia          |
| Los Ángeles 1984    | Seo Hyang-soon · Corea del Sur           | Li Lingjuan · República Popular China | Kim Jin-ho · Corea del Sur           |
| Seúl 1988           | Kim Soo-nyung · Corea del Sur            | Wang Hee-kyung · Corea del Sur        | Yun Young-sook · Corea del Sur       |
| Barcelona 1992      | Cho Youn-jeong · Corea del Sur           | Kim Soo-nyung · Corea del Sur         | Natalia Valeeva · Equipo Unificado   |
| Atlanta 1996        | Kim Kyung-wook · Corea del Sur           | He Ying · República Popular China     | Olena Sadovnycha · Ucrania           |
| Sídney 2000         | Yun Mi-jin · Corea del Sur               | Kim Nam-soon · Corea del Sur          | Kim Soo-nyung · Corea del Sur        |
| Atenas 2004         | Park Sung-hyun · Corea del Sur           | Lee Sung-jin · Corea del Sur          | Alison Williamson · Reino Unido      |
| Beijing 2008        | Zhang Juanjuan · República Popular China | Park Sung-hyun · Corea del Sur        | Yun Ok-hee · Corea del Sur           |
| Londres 2012        | Ki Bo-bae · Corea del Sur                | Aída Román · México                   | Mariana Avitia · México              |
| Río de Janeiro 2016 | Chang Hye-jin · Corea del Sur            | Lisa Unruh · Alemania                 | Ki Bo-bae · Corea del Sur            |
| Tokio 2020          | An San · Corea del Sur                   | Elena Osipova · ROC                   | Lucilla Boari · Italia               |
| París 2024          | Lim Si-Hyeon · Corea del Sur             | Nam Su-Hyeon · Corea del Sur          | Lisa Barbelin · Francia              |

#### Equipos
| Edición             | Oro                                                             | Plata                                                                | Bronce                                                                            |
| ------------------- | --------------------------------------------------------------- | -------------------------------------------------------------------- | --------------------------------------------------------------------------------- |
| Seúl 1988           | Corea del Sur · Kim Soo-nyung · Wang Hee-kyung · Yun Young-sook | Indonesia · Lilies Handayani · Nurfitriyana Saiman · Kusuma Wardhani | Estados Unidos · Deborah Ochs · Denise Parker · Melanie Skillman                  |
| Barcelona 1992      | Corea del Sur · Cho Youn-jeong · Kim Soo-nyung · Lee Eun-kyung  | República Popular China · Ma Xiangjun · Wang Hong · Wang Xiaozhu     | Equipo Unificado · Liudmila Arzhannikova · Khatuna Kvrivichvili · Natalia Valeeva |
| Atlanta 1996        | Corea del Sur · Kim Jo-sun · Kim Kyung-wook · Yoon Hye-young    | Alemania · Barbara Mensing · Cornelia Pfohl · Sandra Wagner-Sachse   | Polonia · Iwona Dzięcioł · Katarzyna Klata · Joanna Nowicka                       |
| Sídney 2000         | Corea del Sur · Kim Soo-nyung · Kim Nam-soon · Yun Mi-jin       | Ucrania · Olena Sadovnycha · Nataliya Burdeyna · Kateryna Serdiuk    | Alemania · Barbara Mensing · Cornelia Pfohl · Sandra Wagner-Sachse                |
| Atenas 2004         | Corea del Sur · Lee Sung-jin · Park Sung-hyun · Yun Mi-jin      | República Popular China · He Ying · Lin Sang · Zhang Juanjuan        | China Taipéi · Chen Li-ju · Wu Hui-ju · Yuan Shu-chi                              |
| Beijing 2008        | Corea del Sur · Joo Hyun-jung · Park Sung-hyun · Yun Ok-hee     | República Popular China · Chen Ling · Guo Dan · Zhang Juanjuan       | Francia · Virginie Arnold · Sophie Dodemont · Bérengère Schuh                     |
| Londres 2012        | Corea del Sur · Choi Hyeon-ju · Ki Bo-bae · Lee Sung-jin        | República Popular China · Cheng Ming · Fang Yuting · Xu Jing         | Japón · Ren Hayakawa · Miki Kanie · Kaori Kawanaka                                |
| Río de Janeiro 2016 | Corea del Sur · Chang Hye-jin · Choi Mi-sun · Ki Bo-bae         | Rusia · Tuyana Dashidorzhieva · Ksenia Perova · Inna Stepanova       | China Taipéi · Le Chien-ying · Lin Shih-chia · Tan Ya-ting                        |
| Tokio 2020          | Corea del Sur · An San · Jang Min-hee · Kang Chae-young         | ROC · Svetlana Gomboeva · Elena Osipova · Ksenia Perova              | Alemania · Michelle Kroppen · Charline Schwarz · Lisa Unruh                       |
| París 2024          | Corea del Sur · Jeon Hun-Young · Lim Si-Hyeon · Nam Su-Hyeon    | República Popular China · An Qixuan · Li Jiaman · Yang Xiaolei       | México · Ángela Ruiz · Alejandra Valencia · Ana Paula Vázquez                     |

### Eventos Mixtos

#### Equipos
| Edición    | Oro                                        | Plata                                             | Bronce                                          |
| ---------- | ------------------------------------------ | ------------------------------------------------- | ----------------------------------------------- |
| Tokio 2020 | Corea del Sur · Kim Je-deok · An San       | Países Bajos · Steve Wijler · Gabriela Schloesser | México · Luis Álvarez · Alejandra Valencia      |
| París 2024 | Corea del Sur · Kim Woo-Jin · Lim Si-Hyeon | Alemania · Florian Unruh · Michelle Kroppen       | Estados Unidos · Brady Ellison · Casey Kaufhold |